# 月田伸一
月田 伸一（つきだ しんいち、1975年7月14日 - ）は、日本のラグビーユニオン指導者。現在秋田ノーザンブレッツのヘッドコーチを務めている。

## プロフィール
- 福岡県出身[1]。
- 現役時代のポジションはスクラムハーフ(SH)。
- 日本代表通算キャップ数は9。

## 略歴
東福岡高校、早稲田大学を経て、1999年、リコー(現・リコーブラックラムズ東京)に加入。
2009年、現役を引退後、早稲田大学・リコー・女子日本代表・九州電力などのコーチを歴任して、2020年、栗田工業ウォーターガッシュのヘッドコーチに就任。
翌2021年、三重パールズのヘッドコーチに就任。